# Unió Cristiano-Conservadora Social
La Unió Cristiano-Conservadora Social (en lituà Krikščionių konservatorių socialinė sąjunga; KKSS) va ser un partit polític lituà de centredreta creat el juliol de 2000 com a escissió de la Unió Patriòtica per l'exprimer ministre Gediminas Vagnorius.
A les eleccions legislatives lituanes de 2000 es va presentar com a Unió Moderada Conservadora (Nuosaikiųjų Konservatorių Sąjunga) i va obtenir el 2,01% dels vots i un escó, mentre que a les eleccions legislatives de 2004 només va treure l'1,96% i continuà com a extraparlamentari. El 2006 un dels seus caps, Stasys Šedbaras, tornà a la Unió Patriòtica. A les eleccions municipals de 2007 van presentar sis llistes, però a les legislatives de 2008 ja no es van presentar.
Al gener de 2010 s'integraria en el nou Partit Cristià.

## Resultats electorals
| Any  | Vots   | %    | Escons  | +/- |
| ---- | ------ | ---- | ------- | --- |
| 2000 | 29,615 | 2.01 | 1 / 141 | Nou |
| 2004 | 23,426 | 1.96 | 0 / 141 | 1   |